# Folgoso de la Carballeda
 Folgoso de la Carballeda es una localidad española del municipio de Manzanal de Arriba, en la provincia de Zamora, comunidad autónoma de Castilla y León.

## Ubicación
Folgoso se encuentra al oeste de la provincia de Zamora, en la comarca de La Carballeda. Es una de las localidades pertenecientes al municipio de Manzanal de Arriba, cuyo término municipal está formado por las localidades de Codesal, Folgoso de la Carballeda, Linarejos, Manzanal de Arriba, Pedroso de la Carballeda, Sagallos, Sandín y Santa Cruz de los Cuérragos. Eclesiásticamente pertenece al arciprestazgo de Sanabria-Carballeda y a la diócesis de Astorga que, a su vez, es diócesis sufragánea de la archidiócesis de Oviedo desde 1954.

## Historia
En la Edad Media, Folgoso quedó integrado en el Reino de León, cuyos monarcas acometieron la repoblación del oeste zamorano.
Durante la Edad Moderna, estuvo integrado en la provincia de las Tierras del conde de Benavente y dentro de esta en la receptoría de Benavente.
En todo caso, al reestructurarse las provincias y crearse las actuales en 1833, Folgoso pasó a formar parte de la provincia de Zamora, dentro de la Región Leonesa, quedando integrado en 1834 en el partido judicial de Puebla de Sanabria.
Por otro lado, en torno a 1850 el municipio de Folgoso de la Carballeda vio aumentado su término, al integrarse en él Manzanal de Arriba, Sagallos, Pedroso de la Carballeda y Sandín. No obstante, posteriormente el municipio trasladó su capital de Folgoso a Manzanal, pasando a renombrarse como Manzanal de Arriba en torno a 1900.

## Patrimonio
Los inmuebles de esta localidad, incluida su iglesia parroquial de "San Bartolo", han tenido una importante restructuración en las últimas décadas, que aun así ha sabido conservar algunas de las principales muestras de la arquitectura tradicional propia de la comarca de La Carballeda. Destaca por su sencillez y humildad la ermita de los "Santos Mártires", que pudo ser construida en 1747, ya que esta fecha aparece grabada en la madera utilizada para su construcción. También es notable por su sencillez y funcionalidad un importante número de fuentes, con nombres como “El Pozote”, “El Rollo”, “Fuente Grande”, “El Cura”, “La Raposa”, “Lavadero”, “Ti botas” “Vallecinas”, “El Carvallo”, “El Pozo”, “Grande”, “La Fontaniña” y el “Pilón”.
Existe una ruta circular de unos veintiún km que une Folgoso a Flechas. Parte de la localidad de Folgoso, a la que se llega desde Sagallos, y llega hasta los pies de Peña Mira. Continúa en dirección a Flechas, localidad escondida en un profundo valle. La vuelta sigue los pasos de los pastores alistanos, pasando por el Alto del Pidornal hasta el cauce del río Valdaya, donde en el Molinete se encuentra un bello paraje formado por una aliseda y un remanso de agua en el río. La ruta tiene como puntos de especial interés las localidades de Folgoso y Flechas, la Venta de Folgoso, las panorámicas de la sierra, los valles de Flechas y del Valdaya, la cantera de Flechas y el Molinote, entre otros

## Fauna
Folgoso se encuentra situado en la comarca de La Carballeda y en plena sierra de la Culebra, reserva regional de caza desde 1973, donde habita en libertad una de las mayores poblaciones de lobo de Europa Occidental y una rica fauna entre la que destacan el jabalí y el ciervo. En este territorio se pueden contemplar espectaculares ejemplares de animales en estado salvaje u observar la berrea de los cérvidos en la época de celo -entre mediados de septiembre y principios de octubre- que da lugar a uno de los más interesantes acontecimiento faunísticos de la sierra.

## Demografía
| Gráfica de evolución demográfica de Folgoso de la Carballeda entre 1842 y 1897 |
| |
| Población de derecho según los censos de población del INE Población de hecho según los censos de población del INEEntre el censo de 1857 y el anterior, crece el término del municipio porque incorpora a 49110 (Manzanal de Arriba), 495094 (Pedroso de la Carballeda), 495113 (Sagallos) y 495130 (Sandín) Entre el censo de 1900 y el anterior, este municipio desaparece porque cambia de nombre y aparece como el municipio 49110 (Manzanal de Arriba) |

| 2000 | 2001 | 2002 | 2003 | 2004 | 2005 | 2006 | 2007 | 2008 | 2009 | 2010 | 2011 | 2012 | 2013 | 2014 | 2015 | 2016 | 2017 | 2018 | 2019 | 2020 |
| 78   | 77   | 76   | 75   | 74   | 71   | 77   | 80   | 79   | 75   | 71   | 67   | 66   | 63   | 68   | 67   | 64   | 59   | 55   | 58   | 55   |

| Gráfica de evolución demográfica de Folgoso de la Carballeda entre 2000 y 2020           |
|                                                                                          |
| Fuente: Instituto Nacional de Estadística de España - Elaboración gráfica por Wikipedia. |

## Fiestas
Las principales fiestas locales son:
- 24 de agosto, San Bartolomé.
- 13 de diciembre, Santa Lucía.
- 20 de enero, Santos Mártires.